# Dorothy Devore
Dorothy Devore (née le 22 juin 1899 et morte le 10 septembre 1976 fut une des actrices les plus populaires du cinéma muet américain.

## Débuts
Née Alma Inez Williams à Fort Worth (Texas), sa famille déménagea Los Angeles alors qu’elle était encore enfant. C’est là qu’elle finit ses études avant de rejoindre pendant un an une troupe réalisant des comédies musicales, puis Lyons and Moran comedies, qui faisait partie d’Universal Pictures, où elle fut découverte par le réalisateur/producteur Al Christie, un des plus célèbres de son temps. Si elle fit d’abord de petits rôles, elle se vit ensuite confier des premiers rôles, et passa des one reeelers aux two reelers (définition), ce qui fit d’elle une star.

## Carrière
De 1918 à la fin des années 1920, Dorothy Devore fut très populaire. Actrice talentueuse, elle se spécialisa dans les rôles comiques, et on se souvient notamment d’elle dans Know Thy Wife (1918) d’Al Christie.
Elle fut l’une des WAMPAS Baby Stars de 1923.
Quand Dorothy Devore eut l’opportunité de faire des films plus longs que ceux réalisés par Al Christie et distribués par Educational, elle décida de rester dans ce qui lui avait permis d’atteindre la célébrité, c’est-à-dire les two-reelers.
Peu de temps après ses grands débuts, Dorothy Devore accepta de jouer le personnage féminin principal aux côtés de Charles Ray dans 45 Minutes from Broadway (1920), qui connut un franc succès mais ne la convainquit pas de continuer à jouer dans des longs métrages. Elle retourna aux two-reelers et fit son dernier film en 1930, Take the Heir, pour ensuite se retirer du cinéma.

## Vie personnelle
Elle se maria en 1926 à  Albert Wylie Mather et mourut en 1976 à l’âge de 77 ans.

## Filmographie partielle
- 1918 : Know Thy Wife de Al E. Christie : Betty Browning
- 1920 : Les Surprises d'un héritage (45 Minutes from Broadway) de Joseph De Grasse : Mary Jane Jenkins
- 1921 : Magnificent Brute de Robert Thornby : Yvonne
- 1923 : Hazel from Hollywood de Scott Sidney : Hazel
- 1923 : When Odds are Even de James Flood : Caroline Peyton
- 1924 : The Tomboy de David Kirkland : Tommy Smith
- 1925 : The Prairie Wife de Hugo Ballin : Chaddie Green
- 1925 : Un grand timide (The Narrow Street) de William Beaudine : Doris
- 1926 : Souvent est pris (The Man Upstairs) de Roy Del Ruth : Marion Larnard
- 1926 : Senor Daredevil d'Albert Rogell : Sally Blake
- 1926 : Money to Burn de Walter Lang : Dolores Valdez
- 1927 : Mountains of Manhattan de James P. Hogan : Marion Wright
- 1927 : The First Night de Richard Thorpe : Doris Frazer
- 1927 : The Wrong Mr. Wright de Scott Sidney
- 1929 : No Babies Wanted de John J. Harvey : Martha Whitney
- 1930 : Take the Heir de Lloyd Ingraham : Susan